# Pierre Bourque
Pierre Bourque, OC, CQ (* 29. Mai 1942 in Montreal) ist ein kanadischer Politiker und Landschaftsarchitekt. Er amtierte von 1994 bis 2001 als Bürgermeister der Stadt Montreal.

## Biografie
Bourque studierte in Belgien, wo er sich zum Landschaftsarchitekten ausbilden ließ. Ab 1965 arbeitete er für die Stadt Montreal und war hauptverantwortlich für die Gestaltung sämtlicher Grünanlagen auf dem Gelände der Weltausstellung Expo 67. Im Jahr 1969 wechselte er zum Botanischen Garten Montreal, dessen Direktor er von 1980 bis 1994 war. In seinem ersten Jahr als Direktor organisierte er die internationale Gartenausstellung Floralies internationales de Montréal. Weitere Meilensteine waren die Eröffnung des Biodôme Montréal im ehemaligen olympischen Radstadion und des größten Insektariums in Nordamerika. Für seine Verdienste im Bereich des Gartenbaus erhielt Bourque den Order of Canada und den Ordre national du Québec.
In den 1970er Jahren stand Bourque der Parti Québécois nahe und leitete ein Wahlkreisbüro. 1994 gründete er die ökologisch orientierte Lokalpartei Vision Montréal (VM), aus Protest gegen die als ineffektiv empfundene Amtsführung von Bürgermeister Jean Doré. Bei der am 6. November 1994 stattfindenden Bürgermeisterwahl setzte sich Bourque mit 47 % der Stimmen durch, die am selben Tag durchgeführte Stadtratswahl ergab eine komfortable Mehrheit für die VM. Als Bürgermeister startete Bourque zahlreiche Umweltschutz- und Stadtentwicklungsinitiativen. Dazu gehören die Wiedereröffnung des Lachine-Kanals, der Ausbau von Recyclinganlagen, die Umwandlung eines Steinbruchs in einen Stadtpark und die Förderung von Unternehmen der Informationstechnologie.
1998 schaffte Bourque die Wiederwahl mit 44 % der Stimmen. Mit Unterstützung der Parti Québécois, die damals die Provinzregierung stellte, wollte er unter dem Motto une île, une ville („eine Insel, eine Stadt“) sämtliche Gemeinden auf der Île de Montréal mit der Stadt fusionieren. Gegen zum Teil erbitterten Widerstand, insbesondere in der überwiegend englischsprachigen Region West Island, konnte dieses Vorhaben umgesetzt werden. Zwar erreichte Bourque bei den Bürgermeisterwahlen 2001 im alten Stadtgebiet die meisten Stimmen, doch die vielen Protestwähler in den ehemaligen Vororten hatten die Wahl seines Herausforderers Gérald Tremblay zur Folge. Zwei Jahre später wurden die meisten (aber nicht alle) Gemeindefusionen rückgängig gemacht.
Bourque behielt sein Mandat im Stadtrat bis 2006. Er war während dieser Zeit Oppositionsführer und weiterhin Vorsitzender der VM. Für die Action démocratique du Québec trat er 2003 ohne Erfolg zu den Wahlen der Nationalversammlung von Québec an. 2006 kandidierte er erneut als Bürgermeister, ebenfalls erfolglos. 2007 erhielt er den japanischen mittleren Orden der Aufgehenden Sonne am Band.